# Хайнрих (Равенсберг)
Вижте пояснителната страница за други личности с името Хайнрих.
Хайнрих фон Равенсберг (на немски: Heinrich von Ravensberg; † сл. 1176) е граф на Равенсберг заедно с брат му Ото I през 1160 г. В документи е доказан от 1158 до 1175 г.

## Биография
Той е вторият син на Херман I († ок. 1144), граф на Калвелаге и граф на Равенсберг, и съпругата му Юдит фон Цутфен, дъщеря на граф Ото II фон Цутфен. 
Хайнрих заедно с брат си Ото I поддържа херцог Хайнрих Лъв, с когото са роднини чрез графовете на Нортхайм. Те му помагат през 1152 г. Граф Хайнрих е доказан около Хайнрих Лъв между 1158 и 1175 г. През 1168 г. той е на сватбата на херцога с английската принцеса Матилда Плантагенет в Минден.
Той умира неженен и без свои наследници.